# Бомж

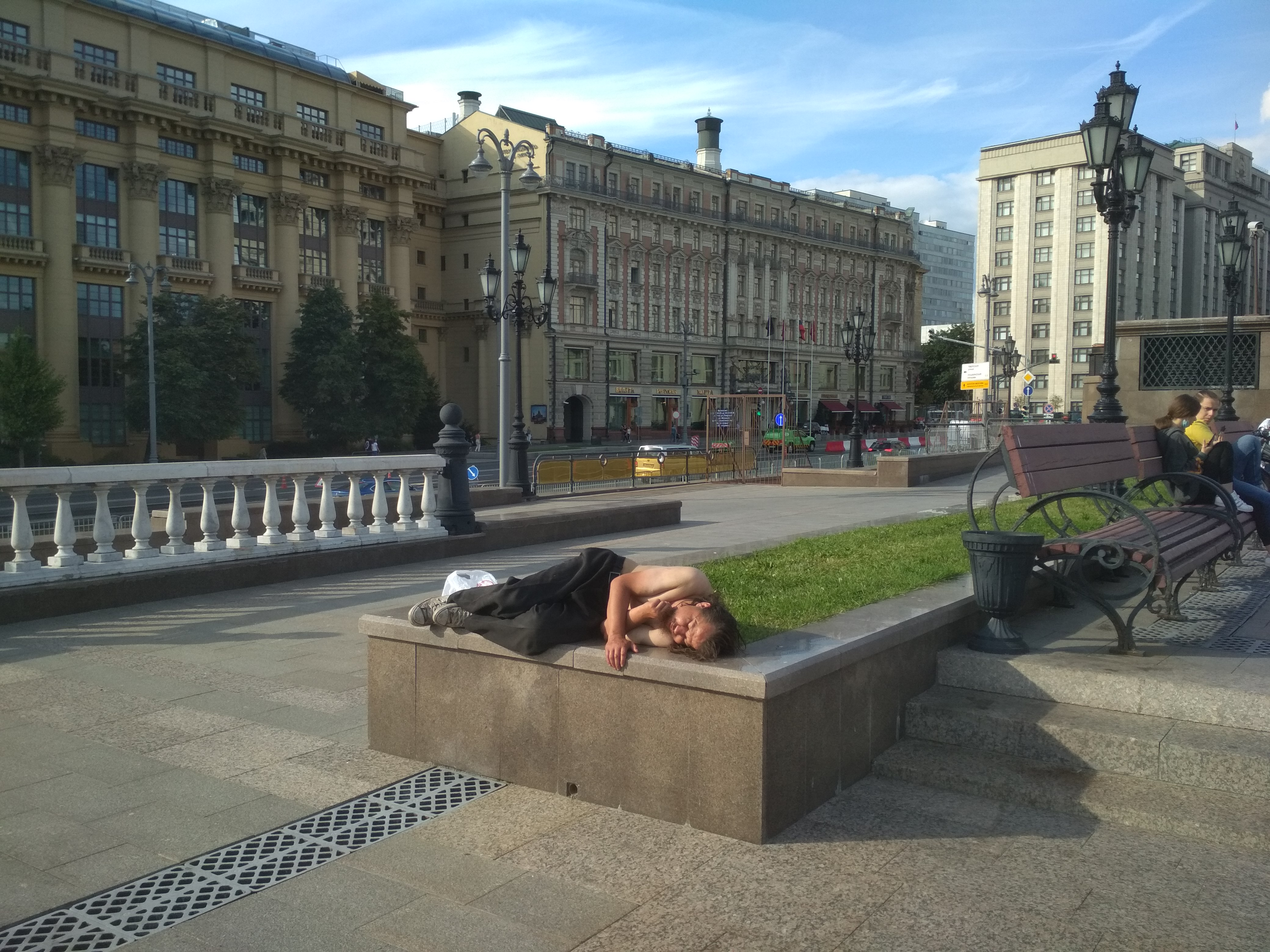
Бомж на Манежной площади в центре Москвы, 2020 год

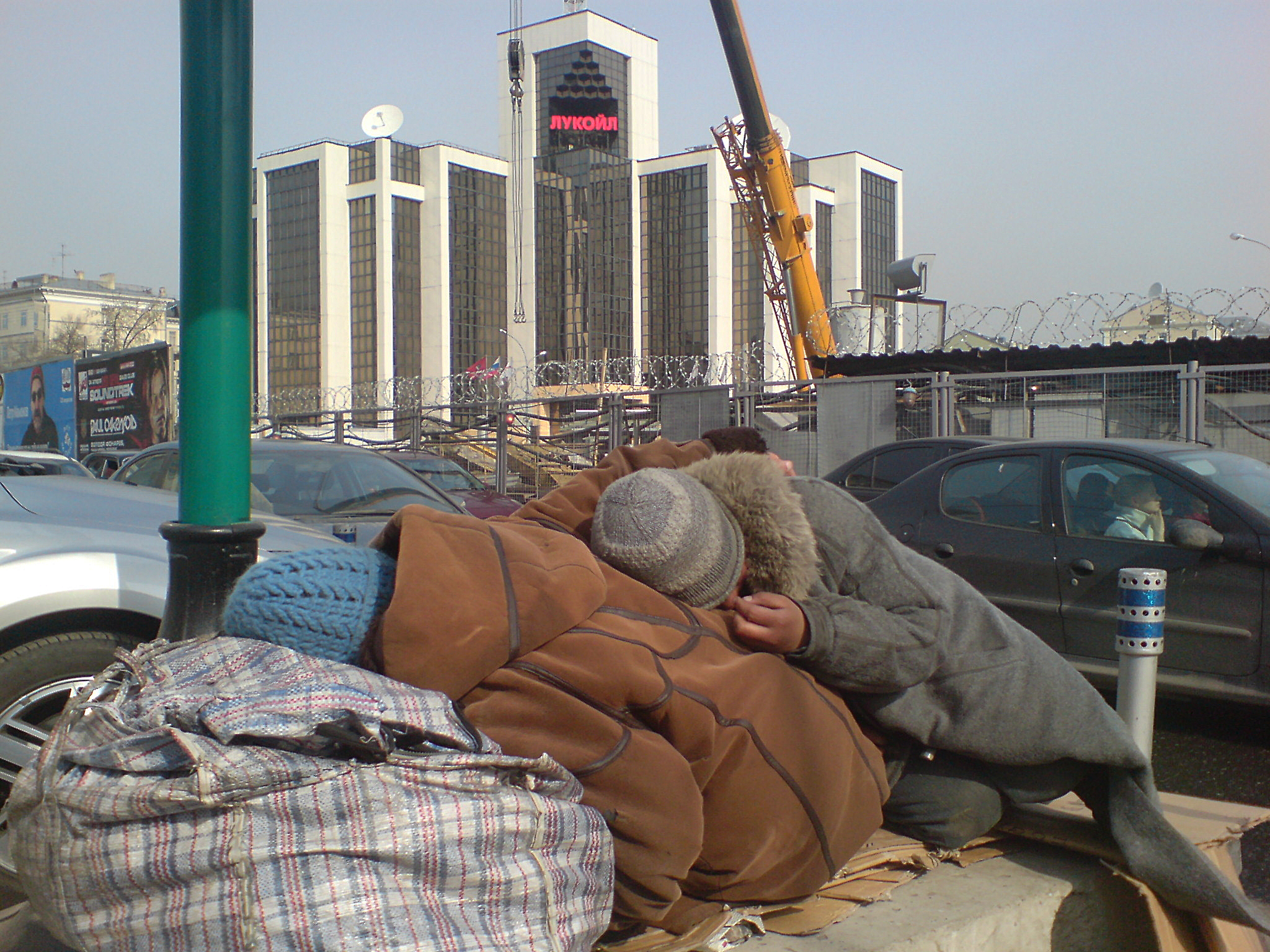
Бомжи спят на улице Москвы в 2010 году

Бомж или БОМЖ (акроним, сокр. от «Без Определённого Места Жительства») — термин протокола полиции (советской милиции), в дальнейшем перекочевавший в сленг. Разговорное слово, используемое в российской публицистике и обыденной речи, возникшее от аббревиатуры, характерной для официальных документов советской милиции, — «БОМЖ» (варианты — «б/о м. ж.», «БОМЖиЗ», «БОМЖиР»).
Данным сокращением изначально обозначались лица Без Определённого Места Жительства (и Занятий/Регистрации), то есть не обязательно бездомные, но проживающие не по прописке, а по различным случайным адресам, чаще всего притонам («малинам», «блатхатам») и т. п. С 1990-х годов в России и иных странах СНГ, когда бродяжничество, отсутствие определённого места жительства стало массовым явлением, слово стало распространённым и нарицательным, от него образовались словоформы как от существительного: бомжи, бомжиха, бомжонок, бомжовый, бомжатский, бомжатник и сложные слова: бомжевидный, бомжеобразный и т. п. Часто употребляется в уничижительном смысле применительно к опустившимся людям, ведущим асоциальный образ жизни. Ранее примерно в том же смысле могло употребляться слово «бич». Бомжи, живущие на трубах теплотрасс, называются в соответствующем сленге труболётами, в канализациях и других коллекторах, закрываемых люками — танкистами.

## История

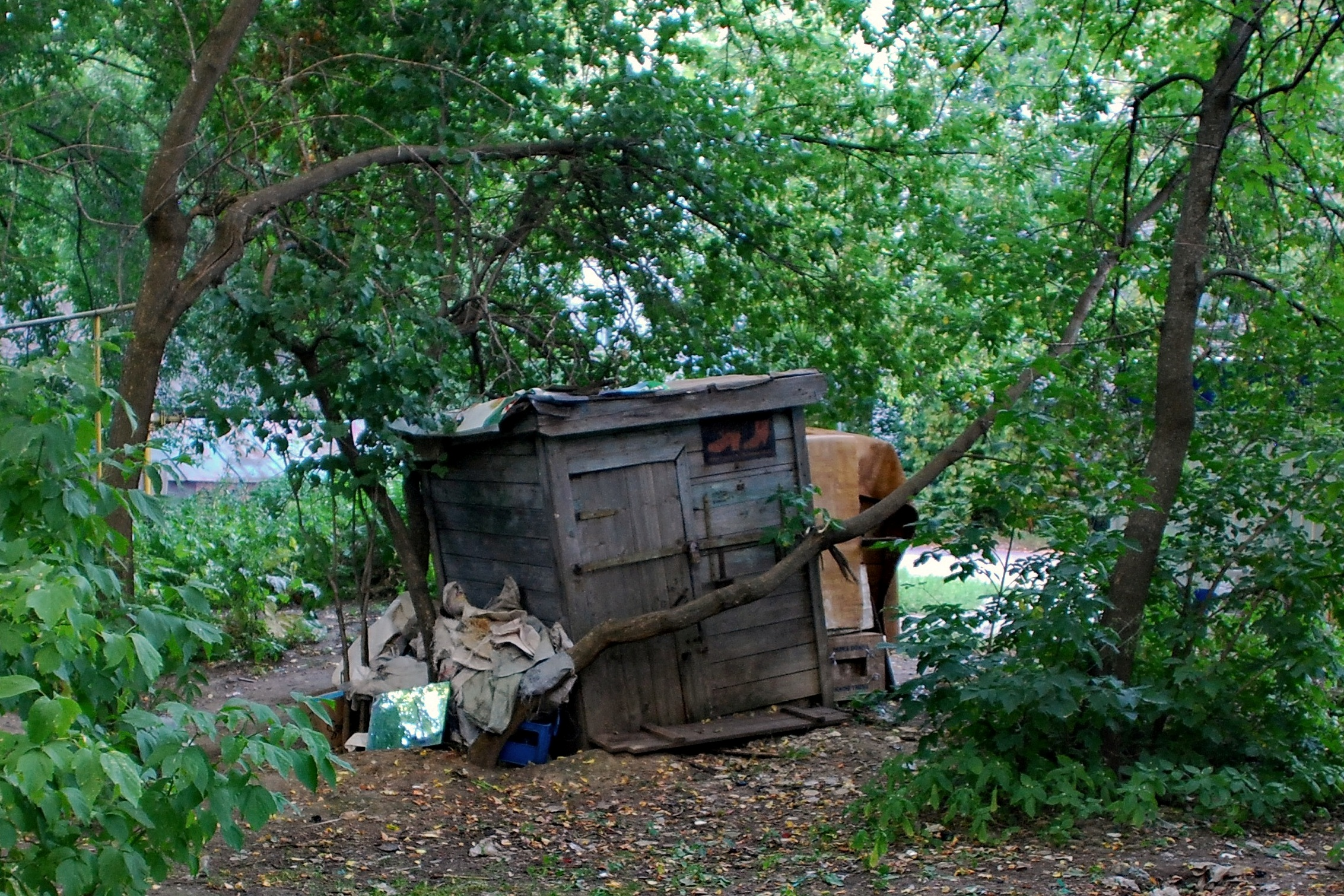
Жилище бомжей возле деревьев. Иваново

Термин встречается уже в дневнике Софьи Островской за 1947 год: «у него работают наши лагерники бомж — без определённого места жительства» (выделено автором дневника).
Понятие вошло в русский языковой оборот в 1970-е годы, когда в милицейских протоколах задержания в отношении лиц без определённого места жительства стала появляться аббревиатура БОМЖ. «Неопределённым» место жительства считалось в случае, если данное лицо не было прописано по месту своего жительства, а также, в некоторых случаях, когда человек жил по случайным адресам. В СССР предусматривалась уголовная ответственность за бродяжничество и за вовлечение в бродяжничество несовершеннолетних.
В современной России слово «бомж» на бытовом уровне, а также в публицистике и массовой культуре обычно употребляется в отношении опустившихся бездомных людей. Из-за стереотипного образа бомжа — грязного нищего бродяги-алкоголика, питающегося на помойках, спящего на земле — слово «бомж» стало восприниматься как уничижительное для бездомных.
Алексей Никифоров, координатор программы помощи бездомным в Москве организации «Врачи без границ», отмечает:
«Бездомные или бездомные граждане — такое определение наиболее адекватно отражает положение сотен тысяч наших соотечественников, не имеющих жилья. Мы стоим на позиции, отрицающей само понятие БОМЖ, как порочащее честь и достоинство человека».
При этом, хотя в России выражение «бомж» (или «бомжиха», по отношению к женщине) зачастую считается[кем?] словом, отражающим неуважительное отношение к бездомным, во Франции аббревиатура SDF (sans domicile fixe) — то есть буквально «БОМЖ» — в настоящее время считается политкорректной и используется вместо старого слова «клошар» (бездомный бродяга).
Среди бомжей высок риск заболеваемости заразными болезнями, например, туберкулёзом, так как они живут в плохих условиях, отказываются от длительного лечения или не имеют на него средств из-за внедрения в России платной медицины, не проходят медосмотры. Среди бомжей также широко распространён алкоголизм.

## Отражение в культуре
Бомжи стали объектом художественного исследования в кинематографе, изобразительном искусстве, рок-музыке.
В советском телефильме 1971 года «Ваше подлинное имя…» из цикла «Следствие ведут ЗнаТоКи» иностранный разведчик выдаёт себя за бомжа, чтобы отсидеть небольшой срок за бродяжничество, после освобождения получить подлинные документы и таким образом легализоваться в СССР. Следователь употребляет термин «БОМЖиЗ» в разговоре с инспектором уголовного розыска, а у бродяги прямо спрашивает: «Когда-нибудь работали, до того, как стали бомжем».
В 1989 году, когда тема судьбы бездомных стала широко обсуждаться в обществе, киностудией «Мосфильм» был выпущен фильм «Бомж. Без определённого места жительства» режиссёра Николая Скуйбина (сценарист Валерий Залотуха, в главной роли Владимир Стеклов).
В 1991 году вышел фильм Эльдара Рязанова «Небеса обетованные» о бездомных, живущих на городской свалке.
В последующее время в странах бывшего СССР художественные кинофильмы и телесериалы о бомжах выпускались чаще: «Леди бомж» (2001, Россия), «Бомж» (2006, Украина), «Бомжиха» (2008, Россия), «Бомжиха 2» (2009, Россия), «Б. О. М. Ж.» (2009, Россия).
Фотограф Борис Михайлов одной из главных тем своего творчества избрал бомжей.
В 1984 году в Новосибирске была организована рок-группа «БОМЖ», принимавшая участие в Подольском рок-фестивале. Существует проект музыканта Сергея Воронова — группа «Бомж-трио».
Теме бомжей посвящены песни:
- «Сектор Газа» — «Бомж»
- Бахыт-Компот — «Почему умирают бомжи»
- Аркадий Северный — «Бомжихи»
- Саша Скул, Execut — «Бомжи-киборги»
- «Бригадный Подряд» — «Бомж»
- Александр Новиков — «Бомж с Рублёвки»
- Олег Митяев — «И у бомжей бывает праздник»
- «Голос Омерики» — «Песня французского бомжа»
- Паша Техник feat. Анлимитад — «Бомжи в грязи»
- «Воровайки» — «Бомжовочка»
- ДДТ — «Бомж»
- «Сейф» — «Бомж»